# Scylaticodes cuneigaster
Scylaticodes cuneigaster là một loài ruồi trong họ Asilidae. Scylaticodes cuneigaster được Artigas miêu tả năm 1970. Loài này phân bố ở vùng Tân nhiệt đới.